# Cixius anmashana
Cixius anmashana är en insektsart som beskrevs av Tsaur 1991. Cixius anmashana ingår i släktet Cixius och familjen kilstritar. Inga underarter finns listade i Catalogue of Life.